# Ding Dong
Ding Dong è una comunità non incorporata del Texas. Si trova sul fiume Lampasas, otto miglia a sud di Killeen, nella parte sud-occidentale della contea di Bell.
All'inizio degli anni 1930, un uomo di nome Zulius Bell e suo nipote Bert Bell gestivano un negozio di campagna lungo il fiume Lampasas nel Texas centrale. Chiesero all'artista C.C. Hoover di creare un cartello. Sul cartello creato, erano presenti due campane con i nomi Zulius in una e Bert nell'altra. Oltre alle campane, Hoover ha scritto le parole Ding Dong. Man mano che la comunità cresceva intorno al negozio di campagna, prese il nome di "Ding Dong". Questa comunità viene spesso citata nella lista delle località con nomi insoliti.